# Čelo

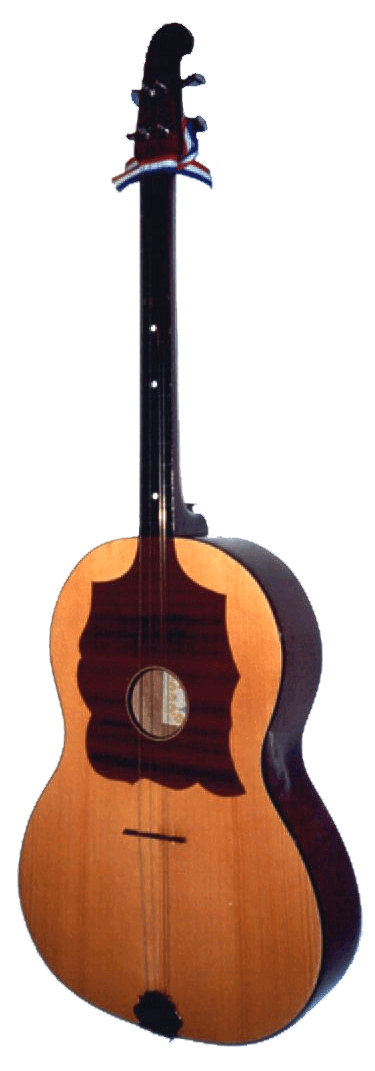
Čelo

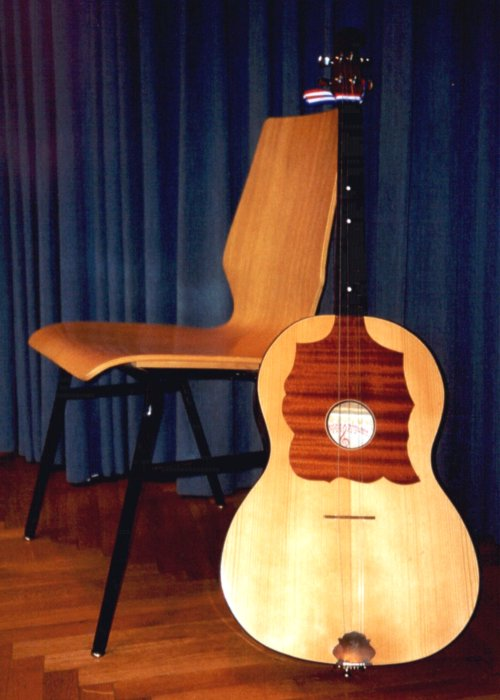
Čelo, Größenvergleich

Das Čelo [ˈtʃɛlɔ] ist eine Kastenhalslaute, die in der kroatischen Volksmusik gespielt wird. Es gehört zu den größeren Musikinstrumenten eines Tamburica-Ensembles und wird für die Wiedergabe von tiefen, langen Tonfolgen verwendet. Eine andere Bezeichnung für dasselbe Instrument lautet Čelo-Brač.
Diese Instrumente haben beide ziemlich dieselbe Größe wie eine Bugarija. Ihre Aufgabe ist es nicht nur dem Stück eine gewisse Dynamik zu verleihen, sondern auch andere spezielle Feinheiten eines Liedes (Interpretationen, Überleitungen usw.) hervorzuheben.
Das Čelo besitzt üblicherweise drei Doppelsaiten (g-d-a), es gibt aber auch vierstimmige und zweistimmige Varianten. 
Eine Ausnahme was die Stimmung des Instruments betrifft bildet der Čelović [ˈtʃɛlɔʋitɕ]. Die leeren Saiten werden beim Čelović auf c-g-d gestimmt, notiert und gespielt wird jedoch, als ob sie auf g-d-a (wie die übrigen Instrumente) gestimmt sind. Weil die Notation anders als der Klang ist, gehört der Čelović zu den transponierenden Musikinstrumenten, z. b: erklingt der Ton c auf dem Čelović eigentlich als f, also um eine Quinte tiefer.
Gewöhnlich gibt es im Orchester nur jeweils eines dieser Instrumente, seltener auch zwei und nur in Orchestern mit einer größeren Anzahl an Instrumenten alle drei Tonlagen der „Čelo-Tamburainstrumente“.

## Stimmung
Dreistimmige Varianten:
- Čelović in F: c-g-d
- Čelo-Brač: g-d-a
- Čelo-Berda: g-d-a

Vierstimmige (syrmische) Varianten:
- Čelo: e-a-d-g